# Епархия Мбинги
Епархия Мбинги (лат. Dioecesis Mbingaensis) — епархия Римско-Католической церкви с центром в городе Мбинга, Танзания. Епархия Мбинги входит в митрополию Сонгеа.

## История
22 декабря 1986 года Святой Престол учредил епархию Мбинги, выделив её из епархии Сонгеа (сегодня — Архиепархия Сонгеа). Первоначально епархия Мбинги являлась суффраганной по отношению к архиепархии Дар-эс-Салама.
18 ноября 1987 года епархия Мбинги вошла в состав церковной провинции Сонгеа.

## Ординарии епархии
- епископ Emmanuel Mapunda (1986 — 2011);
- епископ John Chrisostom Ndimbo (2011 — по настоящее время).